# Zakaria M'Sila
Zakaria M'Sila (Casablanca, 6 april 1992) is een Marokkaans voetballer. Hij komt sinds 2014 uit voor Waasland-Beveren.

## Carrière
M'Sila begon te voetballen in Marokko, bij Wydad Casablanca. Daar doorliep hij enkel jeugdreeksen. In 2007 werd hij daar weggehaald door Lille OSC. Het seizoen erna vertrok hij naar AS Monaco. Ook hier kwam hij niet tot de A-kern.
Zo vertrok hij in juni 2009 naar KAA Gent. Vanaf het seizoen 2010-2011 maakte M'Sila deel uit van de A-kern. Hij maakte op 22 januari 2011 zijn debuut tegen Sporting Lokeren. Hij viel in de 55ste minuut in voor Yaya Soumahoro. In juli 2012 verlengde hij zijn contract bij KAA Gent tot 2014, maar werd hij voor één seizoen uitgeleend aan Mouscron-Péruwelz.
Hij maakte zijn debuut voor de Waalse club in de match tegen KVK Ieper. De wedstrijd eindigde in 0-5-overwinning, waardoor Moeskroen mocht verder bekeren. Hij wist de 0-3 te maken.
Zijn competitiedebuut was tegen FC Brussels. De wedstrijd eindigde op een scoreloos gelijkspel. M'Sila speelde 83 minuten.